# 서관수
서관수(1980년 2월 25일 ~ )는 대한민국의 전 축구 선수이다. 현역 시절 포지션은 공격수, 미드필더였다.